# 기독교 무신론

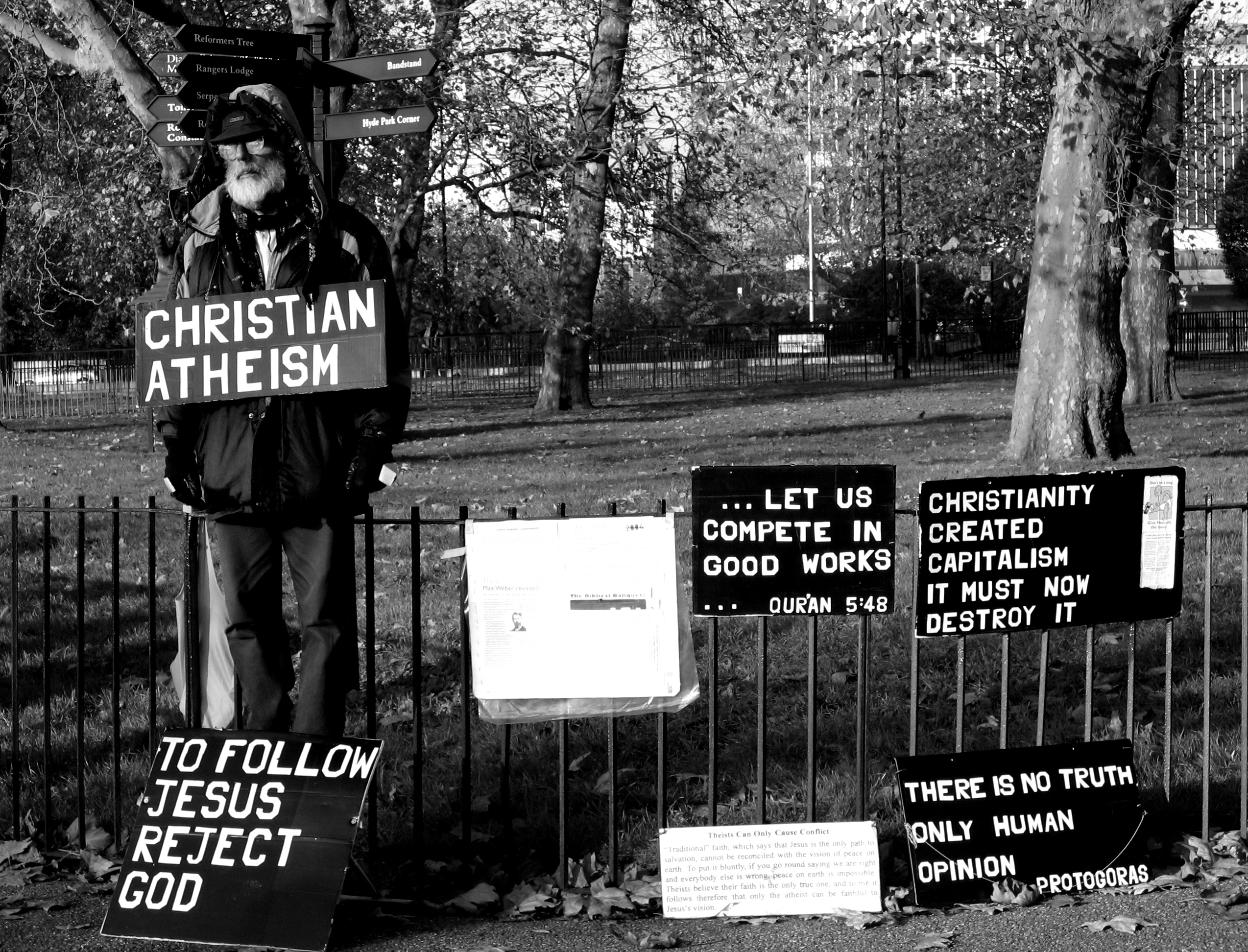

기독교 무신론은 신이 세계에 존재함에 찬성하지만 초월자 또는 개입자 신은 거부하거나 없다는 믿음 (토마스 J. J. 알티저) 또는 신이 없는 세계의 예수를 따르는 (윌리엄 해밀턴) 신학적 위치이다. 해밀턴의 기독교 무신주의는 예수주의와 유사하다.

## 같이 보기
- 아시모프의 성경으로의 안내
- 기독교 공산주의
- 그리스도 신화론
- 문화 기독교인
- 신의 죽음 신학
- 비신화화
- 돈 큐피트
- 제퍼슨 성경
- 예수주의
- 로이드 기링
- 루보스 모틀
- 무신주의 친구
- 무신주의 종교
- 후기독교
- 로버트 젠슨
- 로버트 M. 프라이스
- 신앙의 바다
- 소르킬드 그로스볼

## 참고 도서
- Soury, M. Joles (1910). 《Un athée catholique》. E. Vitte. ASIN B001BQPY7G.
- Altizer, Thomas J. J. (2002). 《The New Gospel of Christian Atheism》. The Davies Group. ISBN 1-888570-65-2.
- Hamilton, William, A Quest for the Post-Historical Jesus, (London, New York: Continuum International Publishing Group, 1994). ISBN 978-0-8264-0641-5